# Oxidator

Symbool voor oxiderend in GHS-etikettering

Symbool voor oxiderend in de verouderde WMS-etikettering

Een oxidator of elektronenacceptor is een chemische stof die in een chemische reactie elektronen kan opnemen. De stof die de elektronen afstaat heet reductor. De naam oxidator is ontleend aan die van zuurstof, zie ook: oxide.
Een reactie waarbij het fenomeen oxidatie optreedt heet een redoxreactie. Een voorbeeld van een veelvoorkomende redoxreactie is een verbrandingsreactie (reactie met zuurstofgas).
Voorbeeld van een oxidator wordt weergegeven in onderstaande halfreactie van een  ijzer(III)-ion:
{\displaystyle {\ce {Fe^3+ + e- -> Fe^2+}}}
In bovenstaande reductie is Fe3+ de oxidator, omdat het een elektron opneemt.
Er is een groot verschil in de sterkte van oxidatoren. Zo zal chloorgas (Cl2) makkelijk elektronen opnemen en is daarmee een sterke oxidator. Het natrium-ion (Na+) daarentegen is heel stabiel, het kost veel energie om het natriumion in het metaal natrium om te zetten, Na+ is daarmee een zwakke oxidator. Een zeer sterke oxidator is fluorgas (F2) en een zeer zwakke oxidator is het lithium-ion (Li+). De sterkte van een oxidator is op te maken uit de tabel van standaardelektrodepotentialen.